# Bek Air
Bek Air (юридическое название — АО «Бек Эйр») — упразднённая казахстанская авиакомпания, базировавшаяся в аэропорту города Уральск. Компания занимала второе место в стране по внутренним пассажирским перевозкам, выполняя рейсы по более чем 14 направлениям.

## История
Авиакомпания Bek Air была основана в 1999 году для выполнения частных перевозок на самолетах типа «бизнес-джет».
В 2011 году авиакомпания начала операционную деятельность, к 2014 году заняв почти 11 % рынка авиаперевозок страны.
В 2014 году показатель пунктуальности выполнения рейсов составил 99,3 %.
Компания имела собственную базу обслуживания самолётов, благодаря чему имела возможность менять на самолёте двигатели, шасси, проводить сложное техобслуживание (С- и D-чеки), выполнять работы по бюллетеням производителя самолётов и директивам лётной годности.
17 апреля 2020, Авиационная администрация Казахстана отозвала сертификат эксплуатанта авиакомпании Bek Air, в связи с авиакатастрофой в аэропорту Алматы (Астана), 27 декабря 2019 и ситуацией с коронавирусом в Казахстане. 
Причиной такого решения авиационные власти назвали то, что авиаперевозчик не устранил выявленные нарушения. В их числе названы использование поддельных сертификатов об обучении пилотов для получения допуска на тип воздушного судна, составление фиктивных документов о выполнении технического обслуживания самолетов и другие нарушения.

## Направления полетов
- Актау
- Актобе
- Алматы
- Нур-Султан
- Атырау
- Кызылорда
- Павлодар
- Уральск
- Шымкент
- Костанай
- Усть-Каменогорск
- Тараз

## Показатели деятельности
В 2015 году Bek Air перевезла более 750 тысяч пассажиров.
В 2016 году авиакомпания Bek Air перевезла 727 300 пассажиров, выполнила 7316 рейсов, средний процент загрузки составил 92,09.
В 2017 году авиакомпания Bek Air планировала перевезти около 1 000 000 пассажиров, выполнив более 10 000 рейсов при средней загрузке почти 90 % с регулярностью не менее 95 %.
В 2018 году авиакомпания Bek Air планировала выход на международные маршруты в Россию и страны СНГ.

## Владельцы
Основными владельцами являлись сын Сарыбая Калмурзаева и мультимиллионер Нурбол Султан.

## Инциденты с самолётами

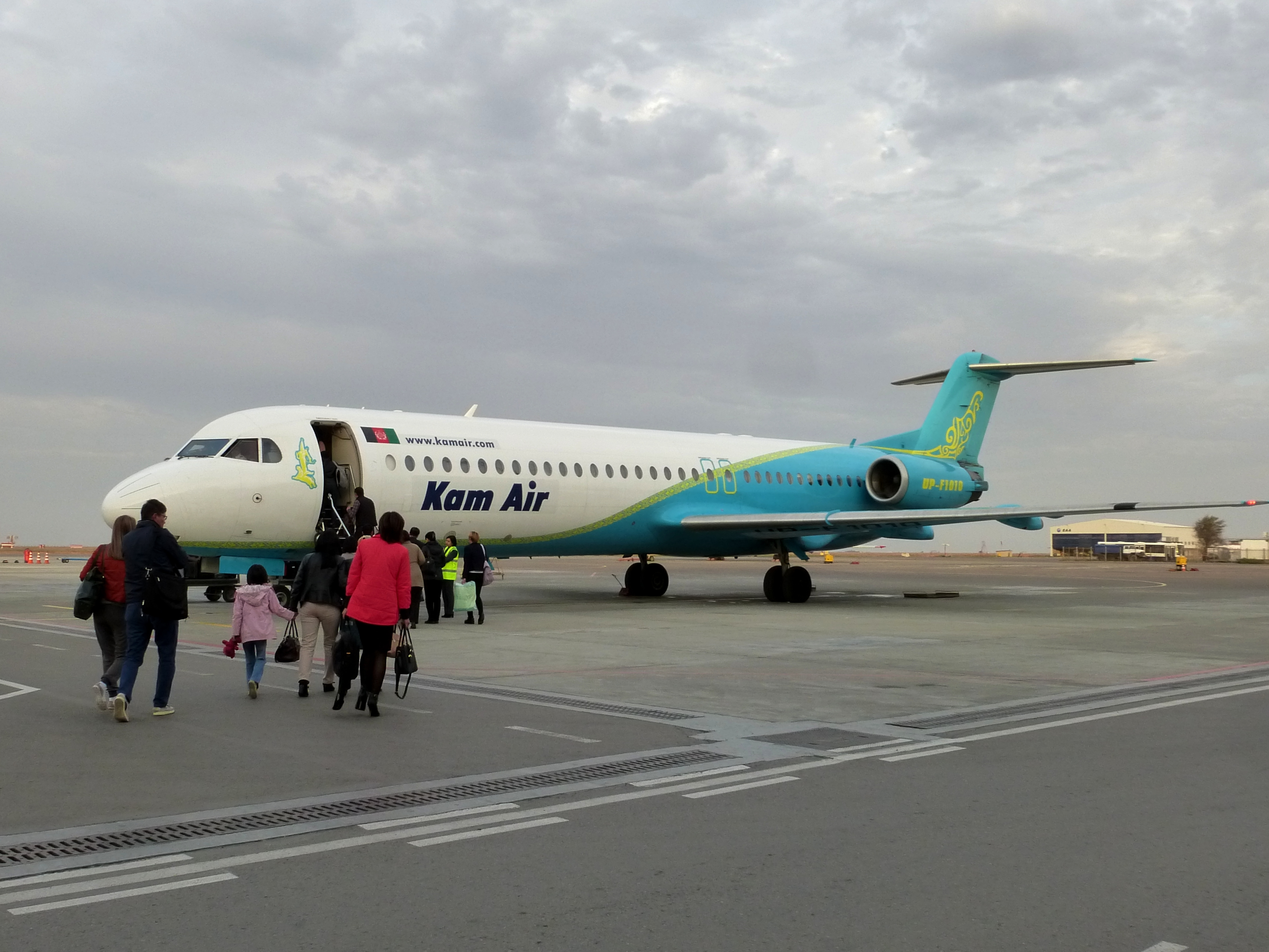
Fokker F100 компании Bek Air, предоставленный по «мокрому лизингу» компании Kam Air.
На фюзеляже нанесены как фирменная окраска и логотип Bek Air, так и флаг Афганистана и логотип Kam Air.
Международный аэропорт г. Атырау

| Дата       | Бортовой номер | Место аварии | Жертвы | Краткое описание |
| 27.03.2016 | UP-F1012       | Астана       | 0/121  | Самолет сел в аэропорту города Астана без передней стойки шасси. По заявлению представителя компании, самолёт получил минимальные повреждения и подлежит восстановлению. Командиру воздушного судна Дмитрию Родину присвоена высшая степень отличия Казахстана — звание «Народный Герой». Причиной инцидента явился конструктивно-производственный дефект в системе уборки и выпуска шасси, что подтвердил разработчик самолёта голландская компания «Fokker Services B.V.». |
| 20.02.2018 |                | Тараз        | 0/106  | Аварийная посадка в аэропорту города Тараз. |
| 27.12.2019 | UP-F1007       | Алма-Ата     | 13/98  | 27 декабря 2019 года в 07:22 рейс Z92100 по направлению Алматы — Астана при взлете потерял высоту и пробил бетонное ограждение. Произошло столкновение с двухэтажным строением, есть погибшие и раненые. |

## Конфликт с Комитетом гражданской авиации Республики Казахстан
Начиная с 1 января 2016 года комитет гражданской авиации министерства по инвестициям и развитию для авиакомпаний, выполняющих регулярные внутренние авиаперевозки, ввёл требование о наличии сертификата о прохождении аудита IOSA (Operational Safety Audit IATA — Аудит по производственной безопасности Международной ассоциации авиаперевозчиков). Данное требование закреплено в тексте правил допуска авиакомпаний к выполнению регулярных внутренних коммерческих воздушных перевозок, утвержденных приказом и. о. министра по инвестициям и развитию Казахстана от 27 марта 2015 года.
Bek Air подала жалобу в Генеральную прокуратуру РК и иск в судебные органы с целью признания указанных правил незаконными, также была запущена масштабная кампания в казахстанской прессе и социальных сетях в поддержку требования об отмене обязательного прохождения аудита IOSA под лозунгом «Bek Air — авиакомпания для народа».
Bek Air также обратилась за поддержкой в Национальную палату предпринимателей «Атамекен». В итоге Комитет гражданской авиации внёс изменения в Правила, которыми отменил требования о наличии сертификата о прохождении аудита IOSA. После этого авиакомпания «Bek Air» отозвала свой иск из суда, доказав тем самым свою правоту.